# Райхман, Оскар Юдкович
Оскар Юдкович Райхман (03.08.1923 — ?) — советский инженер, учёный, заместитель главного конструктора НИИ ПМ имени академика В. И. Кузнецова, лауреат Ленинской премии (1964).

## Биография
С 1956 года работал в НИИ-944 (НИИ ПМ), г. Москва: ведущий инженер, начальник лаборатории, начальник отделения, в 1980-е гг. заместитель главного конструктора.
Участвовал в разработке гироскопических командных приборов для систем управления изделий от Р-1 до Р-7, 4К-10, Р-16, Р-36, УР-100К, «Аргус», Р-36М и других.
Доктор технических наук (1974), профессор.
Лауреат Ленинской премии (1964). Награждён орденами Трудового Красного Знамени (дважды), «Знак Почёта».